# Глівінський Марцелій Павлович
Глівінський Марцелій Павлович (10 серпня 1930, м. Полонне Хмельницької області — 1 липня 2008) — працівник Полонського фарфорового заводу, Заслужений раціоналізатор УРСР .

## Біографія
Народився 10 серпня 1930 р. в Полонному.
Працював на Полонському фарфоровому заводі з 1955 р. по 1995 р.: токарем ремонтно-механічного цеху (РМЦ), з 11.10.1973 р. слюсарем-ремонтником РМЦ, з 1.03.1985 р. слюсарем-ремонтником дільниці механізації і автоматики. Неодноразово нагороджувався почесними грамотами, вручались авторські свідоцтва.
Помер 1 липня 2008 р.

## Відзнаки
В 1974 р. Марцелію Павловичу присвоєно звання «Заслужений раціоналізатор Української РСР».
Нагороджений орденом «Знак Пошани» в 1974 р.